# 清水利生
清水 利生（しみず としき、1985年7月17日 - ）は、山梨県出身のメンタルトレーナーである。元フットサル選手。

## 経歴
小学校７歳の時に韮崎北東小学校サッカー少年団でサッカーを始める。
小学６年時に地区選抜に選ばれる。チームメイトには後にサッカー選手となる千野俊樹、俳優の広瀬友祐がいた。
中学時代は韮崎東中学校に入学しサッカー部に入部。２年時に関東大会へ出場。
３年時には塚田雄二が代表を務めるUスポーツクラブへ移籍。山梨県代表にも選ばれ各大会へと出場。ドイツ、オランダ遠征への海外遠征も経験。
高校は山梨県立韮崎高等学校へ進学しサッカー部へ入部。千野俊樹と再度チームメイトとなる。２学年後輩には柏好文がいる。コーチには斉木和人がいた。

高校卒業後、当時ヴァンフォーレ甲府でプレーしていた土橋宏由樹が立ち上げたfunf spielerに誘われフットサルを始める。
２年後にはFIRE FOXのセレクションを受け練習生として入団。半年後に正式に入団が発表された。
その年、関東フットサルリーグ優勝を経験。全日本フットサル選手権大会は太陽薬品バンフ(現名古屋オーシャンズ)に敗れ3位に。
チームメイトに難波田治、小宮山友祐、遠藤晃雄、伊藤雅範、稲葉洸太郎、村上哲也など日本代表選手が多く在籍していた。
FUGA TOKYO.(現フウガドールすみだ)へ移籍。須賀雄大は能力ではなく、真っ直ぐ目を見て話す姿勢に熱意を感じ、獲得を決意したと後にブログで綴った。
太見寿人、関健太朗、深津孝祐、渡井博之らと関東フットサルリーグ優勝、FUTSAL地域チャンピオンズリーグ優勝し、その後３連覇に貢献した。
深津孝祐と二人でオフィシャルブログを始める。ブログ名は「とっくんとふうちゃん」。
２26の時にデウソン神戸へ移籍し、山梨県初のＦリーガーとなった。
ここで再度渡井博之とチームメイトになる。他にも西谷良介、原田浩平等がいた。
Fリーグ初出場は2012-2013シーズン開幕戦。国立代々木競技場第一体育館で行われたバサジィ大分戦。
Fリーグ初ゴールは2013-2014シーズンのエスポラーダ北海道戦。
2013-2014シーズンでフットサルを引退。
2014年に引退後、株式会社リコレクトへ入社しメンタルトレーナーとなる。

2020年株式会社43Lab設立。

## 所属クラブ
サッカー歴
- 山梨県立韮崎高等学校

フットサル歴
- 2004年-2006年 funf spieler山梨
- 2006年-2009年 FIRE FOX
- 2009年-2012年 FUGA TOKYO(現フウガドールすみだ)
- 2012年-2014年 デウソン神戸

## メンタルトレーナーとしての活動
2014年　フウガドールすみだ(Fリーグ)　メンタルトレーナー就任

2015年　トヨタ自動車ヴェルブリッツ(LeagueONE)メンタルトレーナー就任

2016年　ヤマハ発動機ヤマハファクトリーレーシング　メンタルトレーナー就任

2017年　中央大学陸上部駅伝ブロック　メンタルトレーナー就任

2019年　ジュビロ磐田(Jリーグ)メンタルトレーナー就任

2019年　ヴォスクオーレ仙台(Fリーグ)メンタルトレーナー就任

2022年　三菱重工相模原ダイナボアーズ(LeagueONE)メンタルトレーナー就任

2024年　鹿島アントラーズ(Jリーグ)メンタルトレーナー就任

## メディア

### TV
- ネクストブレイクハグTALK（日本テレビ放送網）
- サムライスピリッツ（山梨放送）http://www.ybs.jp/tv/spirits/2012/06/
- おじゃまっテレ ワイド&ニュース（福井放送）

### 雑誌
- 山梨日日新聞（山梨日日新聞社）
- 朝日新聞静岡
- 企業診断（同友会）
- 女性セブン
- ラグビーマガジン（ベースボール・マガジン社）
- フットサルナビ（ガイドワークス）
- ジュニアサッカーを応援しよう（株式会社レッカ社）
- サカママ（ソルメディア）

### WEB
- セキララ　ゼクシイ（リクルート）
- メロス[2]
- R25（リクルート）
- スキンケア大学[3] 連載コラム『内面の美しさと健康を保つ、心のストレッチ』
- スキンケア大学 診断コンテンツ
- サカママコラム こころのケア（ソルメディア）
- モデルプレス
- ULLR MAG [4][5]
- サカイク [6]
- 東洋経済 [7]
- PRESIDENT Online [8]